# Wolfgang Güldenpfennig
Wolfgang Güldenpfennig (Maagdenburg, 20 december 1951) is een Oost-Duits voormalig roeier. Güldenpfennig maakte zijn Olympische debuut tijdens de Olympische Zomerspelen 1972 met een bronzen medaille in de skiff. Vier jaar later werd Güldenpfennig tijdens de Olympische Zomerspelen 1976 de eerste Olympische kampioen dubbel-vier. Güldenpfennig werd tweemaal wereldkampioen in de dubbel-vier tijdens de wereldkampioenschappen roeien 1975 en 1977.

## Resultaten
- Olympische Zomerspelen 1972 in München  in de skiff
- Wereldkampioenschappen roeien 1975 in Nottingham  in de dubbel-vier[1]
- Olympische Zomerspelen 1976 in Montreal  in de dubbel-vier
- Wereldkampioenschappen roeien 1977 in Amsterdam  in de dubbel-vier

1976: Wolfgang Güldenpfennig & Rüdiger Reiche & Karl-Heinz Bußert & Michael Wolfgramm ·
1980: Frank Dundr & Carsten Bunk & Uwe Heppner & Martin Winter ·
1984: Albert Hedderich & Raimund Hörmann & Dieter Wiedenmann & Michael Dürsch ·
1988: Agostino Abbagnale & Davide Tizzano & Gianluca Farina & Piero Poli ·
1992: André Willms & Hajek & Steinbach & Stephan Volkert] ·
1996: André Steiner & Stephan Volkert & Andreas Hajek & André Willms ·
2000: Agostino Abbagnale & Alessio Sartori & Rossano Galtarossa & Simone Raineri ·
2004: Nikolai Spinev & Igor Kravtsov & Aleksei Svirin & Sergej Fedorovstev ·
2008: Michał Jeliński & Marek Kolbowicz & Adam Korol & Konrad Wasielewski ·
2012: Karl Schulze & Philipp Wende & Lauritz Schoof & Tim Grohmann ·
2016: Karl Schulze & Philipp Wende & Lauritz Schoof & Hans Gruhne ·
2020: Dirk Uittenbogaard & Abe Wiersma & Tone Wieten & Koen Metsemakers ·
2024: Koen Metsemakers & Tone Wieten & Finn Florijn & Lennart van Lierop